# John I. Thornycroft & Company
La John I. Thornycroft & Company Limited, normalmente conosciuta semplicemente come Thornycroft, fu una compagnia britannica di costruzioni navali fondata da John Isaac Thornycroft a Chiswick nel 1866. Si spostò a Woolston, quartiere di Southampton, nel 1908, unendosi nel 1966 con la Vosper & Company per formare una singola azienda col nome Vosper Thornycroft. Dal 2002 al 2010 la compagnia acquisì compagnie internazionali e americane e cambiò nome in VT Group. Nel 2010 la compagnia fu assorbita dalla Babcock International che mantenne le divisioni operative britannica e internazionale, ma vendette la divisione statunitense all'americana Jordan Company che mantenne il nome di VT Group.

## Storia

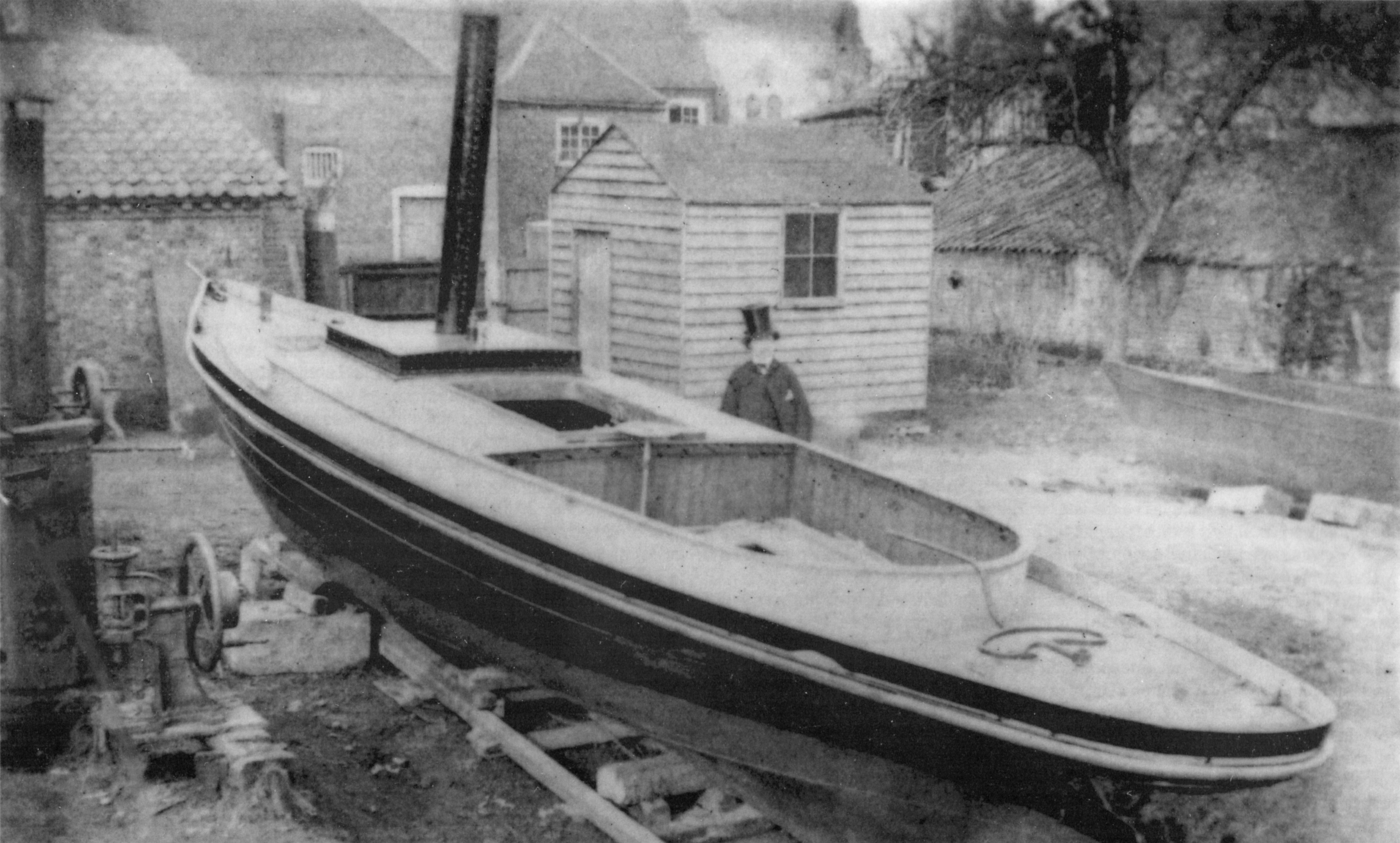
John I. Thornycroft con la Nautilus, 1862.

John Isaac Thornycroft mostrò la sua conoscenza delle costruzioni navali quando nel 1859, a 16 anni, iniziò a costruire una piccola lancia a vapore. L'imbarcazione fu battezzata Nautilus e nel 1862 divenne la prima lancia a vapore abbastanza veloce da poter seguire i due sfidanti della Regata Oxford-Cambridge. La pubblicità che ne seguì porto il padre, lo scultore Thomas Thornycroft, a comprare nel 1864 una striscia di terra lungo il Tamigi, presso Chiswick, che divenne poi la John I. Thornycroft & Co.

### Il cantiere di Chiswick
Vedi anche: Lista di navi costruite presso John I. Thornycroft & Company, Chiswick

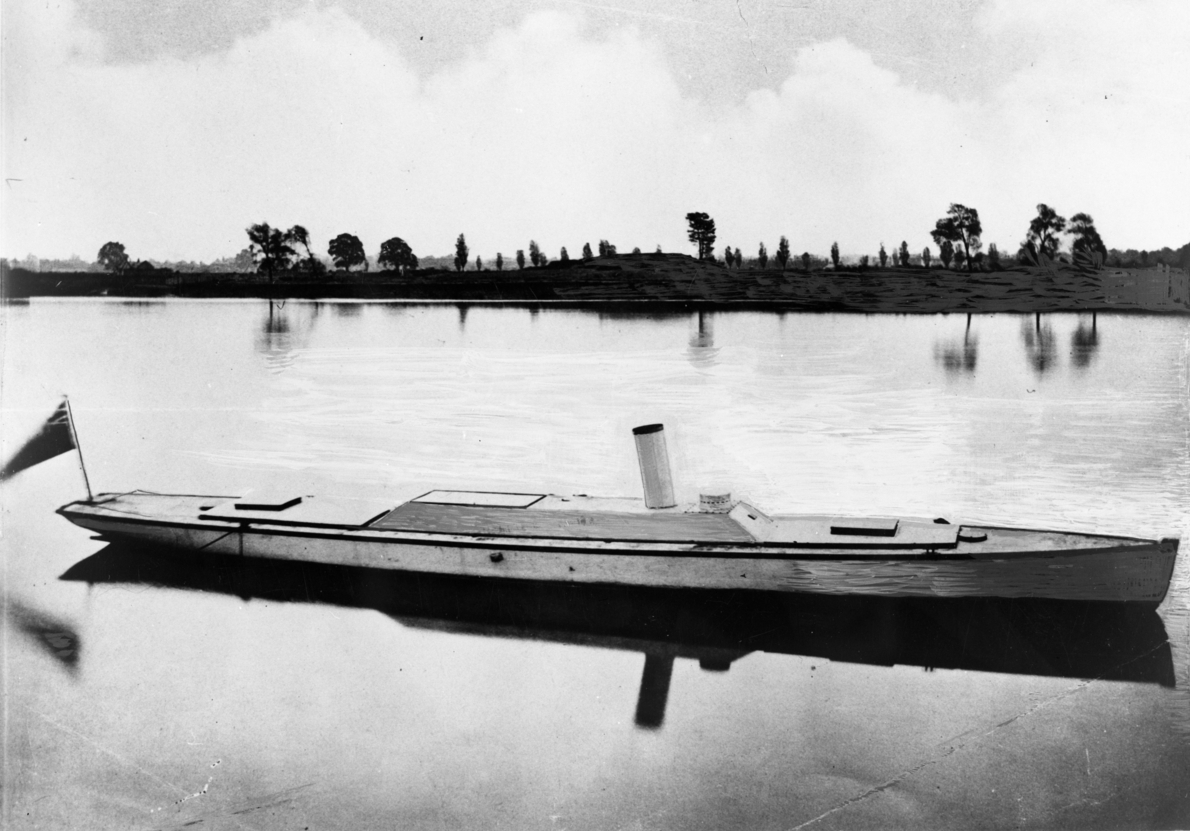
La torpediniera norvegese Rap nel 1873 marcò l'inizio della produzione di torpediniere presso il cantiere Thornycroft.

Nei suoi primi dieci anni il cantiere ebbe una produzione molto modesta, costruendo principalmente lance e yacht a vapore. La svolta ci fu nel 1873, quando il cantiere costruì la piccola torpediniera in acciaio Rap per la marina norvegese, seguita da simili imbarcazioni per altre marine, e nel 1877 dalla HMS Lightning per la Royal Navy. I siluri e le torpediniere erano viste come le armi del futuro e tra gli anni '70 e '80 del XIX secolo il cantiere Thornycroft divenne il fornitore di numerose marine. Come scrive Philip Banbury:
"Non era necessaria nessuna pressione eccessiva da parte dei venditori per vendere torpediniere nel diciannovesimo secolo; al contrario, erano i clienti a mettersi in fila."

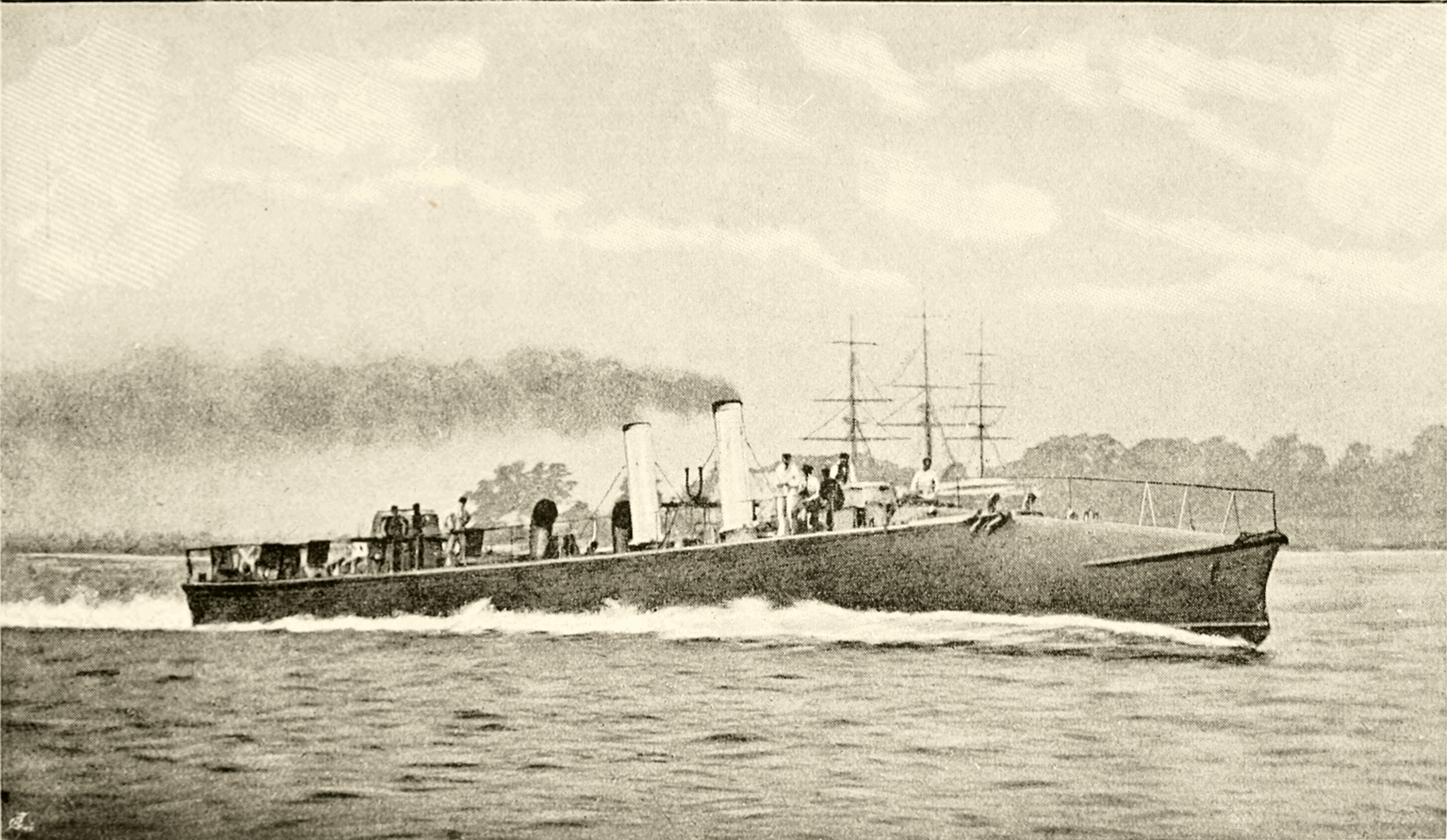
L'Ariete, costruita per la Spagna nel 1887, fu n esempio di torpediniera di grosso tonnellaggio.

Le imbarcazioni originali avevano caldaie di tipo ferroviario, ma, come i competitori, la compagnia sviluppò la propria caldaia a tubi d'acqua, brevettata nel 1885, che generava più potenza rispetto alle precedenti. La taglia delle imbarcazioni s'ingrandì continuamente, superando le 100 t con l'Ariete, consegnato alla Spagna nel 1887, e le 200 t con le torpediniere classe Daring della Royal Navy. La più grande unità costruita presso Chiswick fu la cannoniera-torpediniera Speedy da 810 t della classe Alarm. Durante gli anni '90 divenne sempre più difficile per le nuove navi passare sotto il ponte di Hammersmith, gli alberi e i fumaioli dovevano essere rimossi o abbassati e riposizionati dopo il passaggio sotto il ponte, e se qualcosa non andava bene durante le prove in mare e la nave doveva tornare in cantiere occorreva rifare tutto il processo al contrario. Nel 1904 il cantiere Oscar Mordaunt di Woolston fu acquistato e la produzione fu gradualmente spostata lì. Al suo massimo, il cantiere di Chiswick impiegò fino a 1700 uomini. La produzione di cacciatorpediniere al cantiere catturò l'immaginazione dello scrittore H.G. Wells, che permise a George Ponderevo, personaggio principale del libro Tono-Bungay, di divenire un progettista di cacciatorpediniere nell'ultimo capitolo, descrivendo il test del cacciatorpediniere X 2 sotto l'Hammersmith Bridge e verso il mare aperto.
Negli anni a Chiswick John Thornycroft si concentrò sempre più nella sezione di progetto e sviluppo dell'impresa, mentre John Donaldson (1841-1899), suo cognato dal 1872, si occupava della parte economica. Quando Donaldson morì nel 1899, un gruppo di industriali, guidati da William Beardmore, investì nella compagnia e procurò il grosso delle finanze necessarie per la trasformazione nella società ad azionariato diffuso John I. Thornycroft and Co. Ltd, avvenuta nel 1901, con Beardmore come presidente. L'interesse di William Beardmore nella compagnia si rivelò di breve durata e si ritirò dal suo incarico nel 1907. La squadra di gestione della nuova compagnia comprendeva il figlio di John Thornycroft, John Edward Thornycroft, come dirigente e il figlio di John Donaldson, Thornycroft Donaldson (1883-1955), come direttore tecnico.

### Il cantiere di Woolston
Vedi anche: Lista di navi costruite presso John I. Thornycroft & Company, Woolston

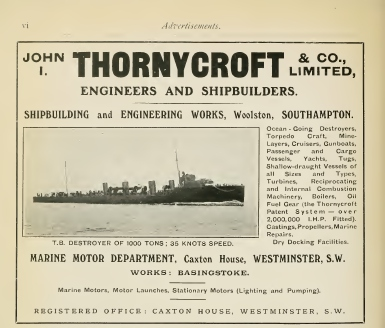
Pubblicità per la J.I. Thornycroft & Co. sul Brassey's Naval Annual del 1915.

La prima nave costruita dalla Thornycrofts per la Royal Navy nel cantiere di Woolston fu il cacciatorpediniere classe Tribal HMS Tartar. Fino all'inizio della prima guerra mondiale il cantiere costruì 37 cacciatorpediniere per la Royal Navy e molti altri per altre marine. Durante la guerra il cantiere costruì 26 cacciatorpediniere, 3 sommergibili e un vasto numero di unità minori della Royal Navy. Tra le unità minori furono degne di nota le Coastal Motor Boats (costruite a Hampton), basate su un progetto di John I. Thornycroft, che continuò a lavorare ai progetti degli scafi da casa, sull'Isola di Wight, fino alla morte, avvenuta nel 1928, brevettando l'ultimo progetto nel 1924.
La produzione delle unità minori non fu spostata a Woolston, ma in un nuovo cantiere (Hampton Launch Works) sull'Ait (isola) di Platt, nel Tamigi, a Hampton. La produzione sull'isola si occupava di yacht a motore e, durante le due guerre, di unità minori per la Royal Navy. Gli yachts costruiti includono l'Enola (1928), l'Estrellita (1934) (ora ribattezzato Rake's Retreat), l'Aberdonia (1935), e la Moonyeen (1937). Lo yacht a motore dell'anteguerra Prunella potrebbe anche essere stato costruito a Hampton. Queste imbarcazioni sono sopravvissute agli anni e fanno ora parte del registro nazionale delle National Historic Ships.
Tra le due guerre ci furono commesse a Woolston da parte della Royal Navy, ma il cantiere costruì anche navi mercantili, come nel 1930 il traghetto SS Robert Coryndon per l'Uganda. Apparentemente il traghetto esiste ancora, ma come relitto semisommerso sulla riva del Lago Alberto. Quando scoppiò la seconda guerra mondiale, la produzione fu nuovamente aumentata e il cantiere costruì corvette e cacciatorpediniere. La produzione fu rallentata da svariati bombardamenti, probabilmente a causa della vicinanza del cantiere alla fabbrica della Supermarine dove venivano prodotti gli Spitfire, anch'essa a Woolston. La fabbrica di aerei fu pesantemente bombardata all'inizio della guerra e il cantiere Thornycroft ricevette parte del carico di bombe. Tra le navi famose costruite negli anni di guerra ci sono i due cacciatorpediniere di scorta classe Hunt Type IV, la HMS Bissenden e la HMS Brecon, con una stabilità migliore delle altre unità pariclasse. La più grande nave costruita a Woolston durante la guerra fu il posamine veloce HMS Latona da 2650 t, con turbine capaci di 53 690 kW di potenza e una velocità di 40 nodi.
Il primo Assault Landing Craft (ALC) operativo, in seguito rinominato LCA, Landing Craft Assault, fu ordinato dalla Royal Navy alla Thornycroft. Il primo prototipo di ALC, il No. 1, fu costruito dalla J. Samuel White di Cowes su progetto di Fleming Jenkin, ma non risultò molto riuscito. Il progetto della Thornycroft era molto più simile a quanto richiesto dalla marina, con un profilo basso, motori silenziosi e un'immersione limitata. Denominato ALC No. 2, era lungo 12,6 m e motorizzato con due motori Ford V8 da 48 kW l'uno. Il progetto fu leggermente modificato dall'Ammiragliato e ne furono costruiti 1929 durante la seconda guerra mondiale. Nel 1944 ne furono costruiti sessanta ogni mese. Gli LCA tenevano abbastanza bene il mare, fino a onde alte 2 m. Col mare grosso la situazione poteva divenire critica e un buon numero di LCA trasformati in imbarcazioni di supporto sparirono nel mare agitato del D-Day, il 6 giugno 1944. Nel 1944 ne furono persi 267 su 371 persi in tutta la guerra.

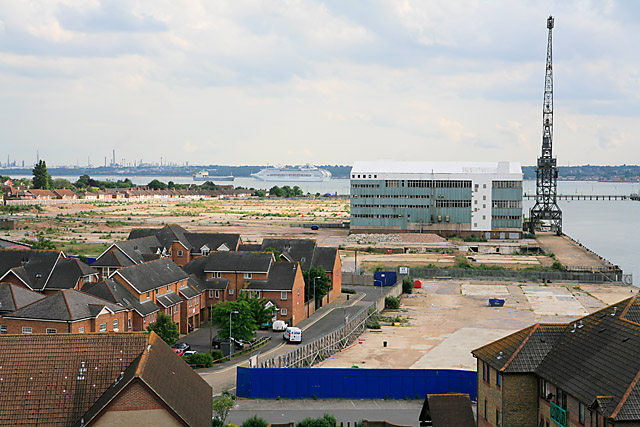
Il cantiere della VT Group di Woolston, sede del cantiere Thornycroft dal 1906 al 2004

Nel 1955 la compagnia costruì la Scillonian, un traghetto passeggeri per la Isles of Scilly Steamship Company.
Nel luglio 1960 John Ward Thornycroft, il figlio di John Edward Thornycroft, prese il posto delpadre come presidente della compagnia.
Nel 1962 la John I. Thornycroft and Sons iniziò a produrre yachts di legno a Singapore.
Nel 1966 la Thornycroft si fuse con la Vosper & Company, parte del David Brown Group, per formare la compagnia chiamata dal 1970 Vosper Thornycroft. La fusione aveva senso, dato che la Thornycroft aveva spazio in cantiere ma pochi ordini, mentre la Vosper aveva gli ordini ma non lo spazio. La compagnia congiunta costruì nuove infrastrutture a Woolston e la produzione continuò fino al 2004. Per il 2003 la compagnia era cresciuta più del cantiere e fu deciso di spostarla in un nuovo cantiere a Port Chester, nello Hampshire.
In seguito la Vosper Thornycroft cambiò il nome in VT Group e nel 2010 fu assorbita dalla Babcock International, che assorbì la porzione inglese del VT Group e nel 2012 vendette la sezione operativa statunitense e il nome VT Group alla Jordan Company.

## Classi di navi della Royal Navy costruite da Thornycroft
- Classe D - cacciatorpediniere
- Coastal Motor Boats
- Classe Shakespeare - conduttori di flottiglia
- Classe Mastiff - cacciatorpediniere
- Classe Hunt Type IV - cacciatorpediniere di scorta